# Marija Sergejewna Marfutina
Marija Sergejewna Marfutina (russisch Мария Сергеевна Марфутина, engl. Transkription Maria Sergeyevna Marfutina; * 5. Juni 1997 in Woronesch) ist eine ehemalige russische Tennisspielerin.

## Karriere
Marfutina, die am liebsten auf Sandplätzen spielte, begann im Alter von vier Jahren mit dem Tennis.
Sie gewann während ihrer Karriere sieben Einzel und zehn Doppeltitel des ITF Women’s Circuits. Auf der WTA Tour hat sie nicht gespielt.

## Turniersiege

### Einzel
| Nr. | Datum            | Turnier  | Kategorie   | Belag             | Finalgegnerin             | Ergebnis      |
| --- | ---------------- | -------- | ----------- | ----------------- | ------------------------- | ------------- |
| 1.  | 5. Oktober 2013  | Monastir | ITF $10.000 | Hartplatz         | Arabela Fernández Rabener | 6:2, 6:2      |
| 2.  | 8. Dezember 2013 | Borriol  | ITF $10.000 | Sand              | Léolia Jeanjean           | 1:6, 7:5, 6:3 |
| 3.  | April 2016       | Dijon    | ITF $10.000 | Hartplatz (Halle) | Ainhoa Atucha Gomez       | 4:6, 6:2, 6:0 |
| 4.  | 14. August 2016  | Aprilia  | ITF $10.000 | Sand              | Tatiana Pieri             | 6:4, 6:0      |
| 5.  | 21. August 2016  | Sezze    | ITF $10.000 | Sand              | Bianca Turati             | 6:4, 6:0      |
| 6.  | 27. August 2017  | Sezze    | ITF $15.000 | Sand              | Claudia Giovine           | 6:4, 6:4      |
| 7.  | 28. Januar 2018  | Hammamet | ITF $15.000 | Sand              | Lucrezia Stefanini        | 6:2, 6:1      |

### Doppel
| Nr. | Datum              | Turnier          | Kategorie    | Belag             | Partnerin            | Finalgegnerinnen                     | Ergebnis          |
| --- | ------------------ | ---------------- | ------------ | ----------------- | -------------------- | ------------------------------------ | ----------------- |
| 1.  | 4. Juli 2015       | Stuttgart        | ITF $25.000  | Sand              | Iryna Schymanowitsch | Lenka Kunčíková Karolína Stuchlá     | 6:2, 4:6, [10:8]  |
| 2.  | 17. Juli 2015      | Nieuwpoort       | ITF $10.000  | Sand              | Alexandra Nancarrow  | Petra Krejsová Francesca Stephenson  | 6:0, 2:6, [10:5]  |
| 3.  | 16. Januar 2016    | Stuttgart        | ITF $10.000  | Hartplatz (Halle) | Anna Blinkowa        | Laura Schäder Anna Zaja              | 0:6, 6:4, [10:8]  |
| 4.  | 23. September 2016 | Sankt Petersburg | ITF $100.000 | Hartplatz (Halle) | Anna Morgina         | Raluca Olaru Alena Tarassowa         | 6:2, 6:3          |
| 5.  | 20. Januar 2018    | Hammamet         | ITF $15.000  | Sand              | Karin Kennel         | Despina Papamichail Catalina Pella   | 7:5, 6:2          |
| 6.  | 27. Januar 2018    | Hammamet         | ITF $15.000  | Sand              | Karin Kennel         | Natalija Kostić Jelena Simić         | 6:4, 6:3          |
| 7.  | 21. April 2018     | Hammamet         | ITF $15.000  | Sand              | Amina Anschba        | Maryna Tschernyschowa Oana Gavrilă   | 4:6, 6:2, [12:10] |
| 8.  | 28. April 2018     | Hammamet         | ITF $15.000  | Sand              | Oana Gavrilă         | Mana Ayukawa Nina Stadler            | 6:2, 6:2          |
| 9.  | 9. Juni 2018       | Stare Splavy     | ITF $25.000  | Sand              | Anastasia Zarycká    | Johana Marková Sarah-Rebecca Sekulic | 5:7, 6:1, [10:8]  |
| 10. | 14. Dezember 2019  | Kairo            | ITF W15      | Sand              | Oana Georgeta Simion | Nastja Kolar Anna Machorkina         | 3:6, 6:0, [10:2]  |